# Johann Liebieg mladší
Johann Josef Liebieg, též Liebig (11. srpna 1836 Liberec – 27. května 1917 Liberec), byl rakouský a český textilní průmyslník a politik německé národnosti z rodiny Liebiegů, v 60. letech 19. století poslanec Českého zemského sněmu.

## Život
Roku 1862 se oženil. Jeho manželkou byla Leopoldine Liebig, rozená Mayr. Měli dvě děti (syn Johann Moritz Liebieg a dcera Gabriele, jejímž manželem byl Theodor Radetzky, vnuk Josefa Václava Radeckého). 24. listopadu 1862 si Johann Liebieg dal zaprotokolovat firmu Johann Liebig und Co. pro obchod s vlněným zbožím v Liberci a se skladem v Praze, který vedl Anton Schmidt Na příkopě 15 (čp. 583/I) a v jejím čele stál čtvrt století. Z vedení podniku se stáhl roku 1887. Byl také členem správní rady Rakouské severozápadní dráhy a Jihoseveroněmecké spojovací dráhy. U druhé jmenované i viceprezidentem správní rady.
Stejně jako jeho otec Johann Liebieg starší se i Johann Liebieg mladší zapojil do politického života. V doplňovacích volbách v listopadu 1866 nastoupil na Český zemský sněm za kurii obchodních a živnostenských komor, obvod Liberec. Mandát obhájil i v zemských volbách v lednu 1867 a v krátce poté vypsaných volbách v březnu 1867. Patřil k tzv. Ústavní straně, která byla liberálně, centralisticky a provídeňsky orientovaná.
Zemřel v květnu 1917.